# پایگاه نیروی هوایی آردمور
پایگاه نیروی هوایی آردمور (به انگلیسی: Ardmore Air Force Base) یک فرودگاه است . این فرودگاه در کشور ایالات متحده آمریکا قرار دارد .